# Síndrome de Sly
La mucopolisacaridosis tipo VII, también llamada síndrome de Sly, MPS VII o enfermedad de Sly, es una enfermedad congénita y hereditaria que pertenece al grupo de las mucopolisacaridosis y las enfermedades por depósito lisosomal. Está causada por la deficiencia de la enzima beta-D-glucuronidasa, que provoca la acumulación de diferentes sustancias dentro de la célula, las cuales no pueden degradarse, entre ellas dermatan sulfato, heparan sulfato y condroitin sulfato.
Produce síntomas graves que afectan a muchos órganos y pueden estar presentes desde el momento del nacimiento, como aumento del tamaño del hígado (hepatomegalia), alteraciones neurológicas, retraso mental y baja estatura. También existen formas más benignas que no se descubren hasta la adolescencia o la edad adulta. La enfermedad se debe a una mutación localizada en un gen situado en el cromosoma 7 humano. Aunque se están realizando investigaciones, no existe tratamiento curativo.